# Смит, Али
Али́ Смит (англ. Ali Smith; род. 24 августа 1962, Инвернесс, Ивернессшир) — британская писательница и журналистка. Член Королевского литературного общества (2007). Лауреат Orwell Prize (2021).

## Биография
Из рабочей семьи. Училась в Абердинском университете и в женском Newnham College Кембриджского университета. Преподавала в Стратклайдском университете, была вынуждена оставить работу из-за синдрома хронической усталости. С тех пор занимается только литературой, сотрудничает с газетами   The Guardian, The Scotsman, журналом The Times Literary Supplement. Пишет для шотландской музыкальной группы The Trash Can Sinatras. Составила антологию любимых сочинений своего читательского детства и юности  The Book Lover (2008,  ).
Живёт в Кембридже со своим партнёром, режиссёром Сарой Вуд.

## Произведения

### Новеллы
- Свободная любовь и другие рассказы/ Free Love and Other Stories (1995, Saltire First Book of the Year award)
- Other Stories and Other Stories (1999)
- The Whole Story and Other Stories (2003)
- The First Person and Other Stories (2008)

### Романы
- Как / Like (1997)
- Мир - отель / Hotel World (2001, Encore Award; Scottish Arts Council Book Award; Scottish Arts Council Book of the Year Award, шорт-лист премии Оранж и Букеровской премии, инсценировка по роману была представлена в Greenwich Theatre и на Edinburgh Festival Fringe 2007; венг. пер. 2002, фр. пер. 2003, исп. и итал. пер. 2004, пол., кит. и литов.  пер. 2007, словен, иврит. пер. 2008, порт. пер. 2009, кор. пер. 2011)
- The Accidental (2005, шорт-лист премии Оранж и Букеровской премии, Уитбредовская премия лучшему роману года
- Девочка встречает мальчика / Girl Meets Boy (2007, премия читательниц журнала Diva книге года, премия Шотландского совета по искусству)
- There But For The (2011, книга года по оценке газеты The Guardian, Готорнденская премия)
- Artful (2012)
- How To Be Both (2014)
- Компонент / Companion Piece (2022)

#### Сезонный квартет
- Осень[4] / Autumn (2016, шорт-лист Букеровской премии)
- Зима / Winter (2017)
- Весна / Spring (2019)
- Лето / Summer (2020)

#### [Цикл]
- Gliff (2024)
- Glyph (2026)

### Пьесы
- The Seer (2001)
- Just (2005)

### Эссе
- Laws of the bandit queens: words to live by from 35 of today's most revolutionary women (2002, текст и фотографии)
- Artful (2013, на материале лекций по европейской литературе в Оксфордском колледже Св.Анны)